# フェンプロバメート
フェンプロバメート（英：Phenprobamate、GamaquilIsotonil、Actozine）は、中枢作用型の骨格筋弛緩薬で、鎮静薬、抗てんかん薬としての作用もある。その作用機序はおそらくメプロバメートに類似する。フェンプロバメートは抗不安薬としてヒトに使用されており、全身麻酔や、筋肉の痙攣や痙縮の治療に使われることがある。フェンプロバメートは現在も使用されており、ヨーロッパのいくつかの国ではOTCとして利用可能だが、一般的には新薬に置き換わっている。向精神薬として販売されている。フェンプロバメートはカルバメート基の酸化分解とベンゼン環のオルトヒドロキシル化により代謝され、腎臓から尿中に排出される。
用量は400～800mg、1日3回まで。